# TMEM203
TMEM203 (англ. Transmembrane protein 203) – білок, який кодується однойменним геном, розташованим у людей на 9-й хромосомі. Довжина поліпептидного ланцюга білка становить 136 амінокислот, а молекулярна маса — 15 760.
| 10         |  | 20         |  | 30         |  | 40         |  | 50         |
| ---------- |  | ---------- |  | ---------- |  | ---------- |  | ---------- |
| MLFSLRELVQ |  | WLGFATFEIF |  | VHLLALLVFS |  | VLLALRVDGL |  | VPGLSWWNVF |
| VPFFAADGLS |  | TYFTTIVSVR |  | LFQDGEKRLA |  | VLRLFWVLTV |  | LSLKFVFEML |
| LCQKLAEQTR |  | ELWFGLITSP |  | LFILLQLLMI |  | RACRVN     |  |            |

A: Аланін

C: Цистеїн

D: Аспарагінова кислота

E: Глутамінова кислота

F: Фенілаланін

G: Гліцин

H: Гістидин

I: Ізолейцин

K: Лізин

L: Лейцин

M: Метіонін

N: Аспарагін

P: Пролін

Q: Глутамін

R: Аргінін

S: Серин

T: Треонін

V: Валін

W: Триптофан

Локалізований у мембрані, ендоплазматичному ретикулумі.